# Decatur, Alabama
Decatur (dɪˈkeɪtə(r)) este cel mai mare oraș și reședința de județ al comitatului Morgan (cu o parte tot în comitatul Limestone) din statul american Alabama.Poreclit „The River City”, este situat în nordul Alabamei, pe malurile lacului Wheeler, de-a lungul râului Tennessee. Populația în 2020 era de 57.938.